# Dicranolasma hirtum
Dicranolasma hirtum is een hooiwagen uit de familie Dicranolasmatidae.